# 欧阳通
歐陽通（7世纪？—691年），字通師，潭州临湘县（今湖南省长沙市）人。唐朝及武周时期官员，著名書法家。
歐陽詢第四子。其父在641年逝世后，欧阳通由母徐氏教學，盼子继承父业。初拜蘭台郎，儀鳳（676年至679年）中，遷中書舍人，迁累殿中监，封渤海县子。晚年用狸毛為筆，外層覆以兔毫，再用犀象牙作管。歐陽詢、歐陽通父子均以書法聞名，被称为“大小欧阳”。天授初，转司礼卿，判纳言事。因反對立武承嗣為皇太子，忤逆武則天。天授二年（691年），為来俊臣陷害下獄，拷打五毒备至，终无异词。来俊臣只好對岑长倩長子灵源县县令用刑，诬欧阳通、格辅元等数十人谋反，“皆陷以同反之罪，並誅死”。遗世作品有《道因法师碑》，《泉南生墓志》等碑。神龙初年平反，追复官爵。

## 子孙
- 欧阳幼明，字仲廉
  - 欧阳昶，字子願，渤海子
    - 欧阳璟，字崇文，候官令
    - 欧阳琮，吉州刺史
- 欧阳幼讓

欧阳琮有八世孙欧阳万为安福令，有二孙欧阳雅、欧阳楚。
欧阳雅世系：
- 欧阳雅，字正言
  - 欧阳效，字德用，韶陽簿
    - 欧阳謨
      - 欧阳鄴

    - 欧阳託，字達明
      - 欧阳鄠、欧阳郴、欧阳邦

  - 欧阳遠
    - 欧阳鉉

欧阳楚有孙欧阳鄂和子欧阳成。